# 9784 Йоцубасі
9784 Йоцубасі (9784 Yotsubashi) — астероїд головного поясу, відкритий 31 грудня 1994 року.
Тіссеранів параметр щодо Юпітера — 3,339.
Названо на честь Йоцубасі (яп. よつばし(四ツ橋)).